# Vrbnje
Vrbnje so naselje v Občini Radovljica.